# Marsyangdi
El riu Marsyangdi (Nepalès:मर्स्याङ्दी, marsyāṅdī) és un riu d'origen glacial situat al centre de Nepal. Té una longitud d'uns 150 km, Aixecant-se al nord-est del massís de l'Annapurna a una altitud d'aproximadament de 3600 m. quan, al costat de dos rius, el Khangscar Khola i el Thorong Khola (també conegut com a Jharsang Khola), s'uneix al riu Trishuli sobre Darechok. El riu flueix cap al costat est del massís de l'Annapurna a través dels districtes de Manang i Lamjung i se separa del massís del Manaslu. D'aquesta manera, la vall del Marsyangi segueix una part del Circuit de Annapurna i una altra del Circuit del Manaslu.
La ciutat més gran per la qual flueix el Marsyangdi és Besisahar (780 m.). Altres llocs coneguts pels quals passa són Manang (3550 m.), Pisang (3300 m.) i Chame (2.700 m.).

## Funcions

### Central hidroelèctrica

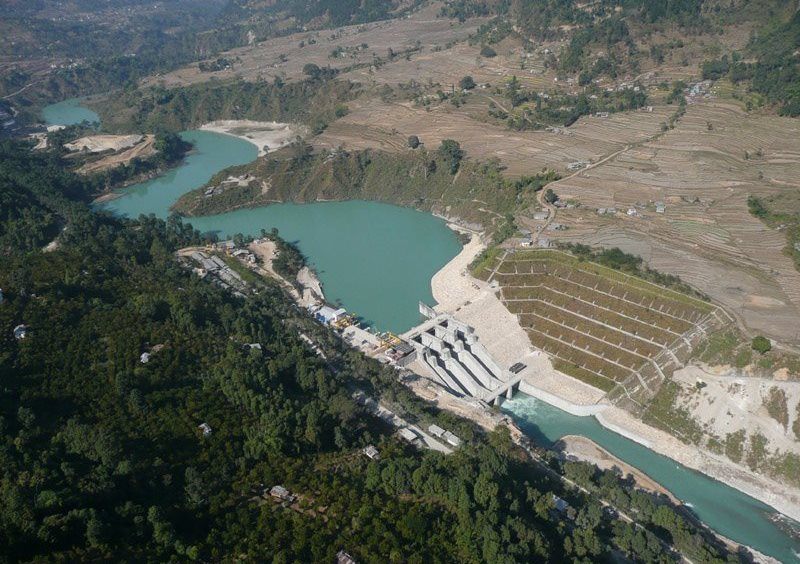
Central hidroelèctrica al curs mitjà del Marsyangdi.

El 1990, es va construir a la part inferior de l'Marsyangdi (348 m.), a Anbu Khaireni, una factoria d'energia hidroelèctrica de 89 MW. L'aigua es conté a través d'un túnel que acciona el motor (280 m.) I permet que baixi l'aigua, de manera que durant l'estació seca (de setembre a juny), el tram del riu que envolta la presa manca pràcticament de cabal.
Una segona planta energètica de 70MW va ser construïda el 2009 en el curs mitjà a uns 6 km. al sud de Besisahar (610 m.), que funciona pel mateix principi; l'entrada es troba a 534 m. La central hidroelèctrica es inutilitza quan no és estiu, ja que, tal com en la base anterior, el riu no porta l'aigua suficient durant l'estació seca.
Una tercera planta d'energia es va construir el 2016 a la frontera dels districtes de Manang i Lamjung. Va ser inaugurada el 25 de setembre del mateix any, després de realitzar una sèrie de proves. Inclou una alta presa de materials solts de 145 m de llarg i 31 m. d'ample. L'altura de caiguda és 627,67 m.

### Oci
El Marsyangdi és un dels rius més populars per practicar curses d'aigües braves fluvials (en caiac i en bassa) amb dificultats d'4+ a 5-, donat el seu recorregut, la força del corrent, i l'ample del riu. Durant juny i agost, no és navegable, ja que arriba als 450 m³/s.